# Bob-campagne

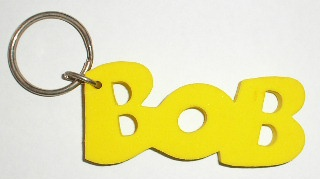
De BOB-sleutelhanger.

De Bob-campagne is een Europese campagne tegen drank in het verkeer. De campagne werd in 1995 in België gelanceerd door het BIVV, tegenwoordig Vias institute, in samenwerking met de Arnoldus Groep van de Belgische Brouwersfederatie. Minstens eenmaal per jaar werd de campagne herhaald. Het begrip Bob is na verloop van tijd bij bijna alle Belgen bekend geworden. De Bob-sleutelhangers staan symbool voor de campagne.
Vanaf 2001 namen andere landen in de Europese Unie de campagne over met steun van de Europese Commissie. Frankrijk, Griekenland en Nederland begonnen in 2001, een jaar later kwamen daar Denemarken, Spanje en Portugal bij, in 2003 volgde het Verenigd Koninkrijk, en in 2007 Duitsland. In Nederland werd zelfs het nachtbus-net van de RET in 2006 herdoopt in BOB-bus.
In zijn oorspronkelijke betekenis staat bob voor ‘de persoon die niet drinkt als hij moet rijden’. Hij of zij verpersoonlijkt de aangeduide bestuurder die nuchter blijft om de personen die met hem meerijden veilig thuis te brengen. Het is geen afkorting, maar gewoon een vlot klinkende naam die tijdens een brainstorm naar voren geschoven werd.
In de provincie Antwerpen worden de Bob-campagnes soms gecombineerd met de Wodca campagne.